# António Tomás dos Santos
Antonio Tomás dos Santos, ou Antonio Thomaz dos Santos (Vila Nova de Gaia, Mafamude, 12 de Novembro de 1848 – Guimarães, Polvoreira, 14 de Agosto de 1931) foi um comerciante, industrial e exportador 
 de Vinhos do Porto português, fundador da Sociedade Santos, Cyrne & Cª, sucessores de Paes e Menéres.
Tendo iniciado a aprendizagem na família, nas fabricas de Cerâmica da Rasa e Bandeira. Surge ainda como caixeiro, provavelmente já com Clemente Menéres, onde passa a pertencer a sociedade com um 1$000 de Reis, e detentor de 25% da sociedade.
A 9 de Março de 1876 , vai associar-se a Rául Cirne e Clemente Menéres ,  tendo a sociedade como objectivo de dar continuação à firma Paes e Meneres, com o património da Fabrica Luso Brasileira em Monchique, no Porto, num, momento em que Clemente Menéres deixa a indústria conserveira e exportação na mão de Raúl Cyrne e António Tomás dos Santos, e investe tempo e dinheiro na Agricultura. A Companhia Luso-Brasileira - Fábrica de Conservas Alimentícias, com sede na Rua da Restauração sito no antigo Convento de Monchique, produzia conservas de peixes, carnes, frutas, legumes e doces. A fábrica foi pioneira no Norte do país na introdução do método Appert. A sociedade fabricava produtos em cortiça para exportação e comercializava e distribuía vários produtos de drogaria, alimentares, vinho fino e vinho do Porto  para o país, Europa e Brasil.

Edifica junto com a sociedade Fabrica de Conservas de Silvade , em Espinho, e onde Clemente Meneres iria fornecer à sociedade a cortiça dos seus sobreiros de Mirandela e Macedo .
A 1 de Fevereiro de 1879 entra como sócio na fábrica Constantino Joaquim Paes, filho de João Paes, passando a firma a designar-se Santos, Cirne & Cª - sucessores de Paes & Meneres, e em 30 de abril de 1887, Clemente Menéres retira-se da sociedade.
Em 1881 a sociedade tinha a unidade de produção em Espinho, a fábrica de conservas de sardinha de Silvade, em que passou por trespasse à Brandão, Gomes e Cª em 1884.
Faleceu a 14 de Agosto de 1931 na Quinta do Casal ou Casas Amarelas (Hoje Hotel Camélia) em Polvoreira, Guimarães, e sepultado no cemitério de Agramonte, no Porto.